# 南アフリカ国鉄5M2形電車
南アフリカ国鉄5M2形電車（Class5M2）は、南アフリカ国鉄が1958年以降導入し、2019年の時点で南アフリカ旅客鉄道公社が所有している通勤電車である。この項目では、5M2形の台枠を流用して製造されたメトロレール10M形電車（Class10M）についても解説する。

## 概要
第二次世界大戦の終戦後、初めて製造された南アフリカの電車。南アフリカ初の全鋼製電車でもある。1958年から1960年にかけて導入された5M2形はイギリスのメトロキャメルによって製造された一方、1962年からは南アフリカの鉄道車両メーカーであるユニオン・キャリッジ・アンド・ワゴン（UCW）によって製造が実施され、形式名も5M2A形に改められた。それ以降1985年までに計4,447両が製造され、南アフリカ各地の都市鉄道に導入された。なお、これらのうち390両については1997年から2004年にかけてリニューアル工事が行われ、内装や塗装、集電装置が変更されている
電動制御車2両が数両の付随車を挟む形で編成を組み、中間車は片側2扉、片側3扉の2種類が存在する。
車内設備には二等級あり、高いほうがメトロプラス、低いほうがメトロである。メトロプラスは革張りのボックスシート、メトロは樹脂製のロングシートである。制度上は値段に差がある。

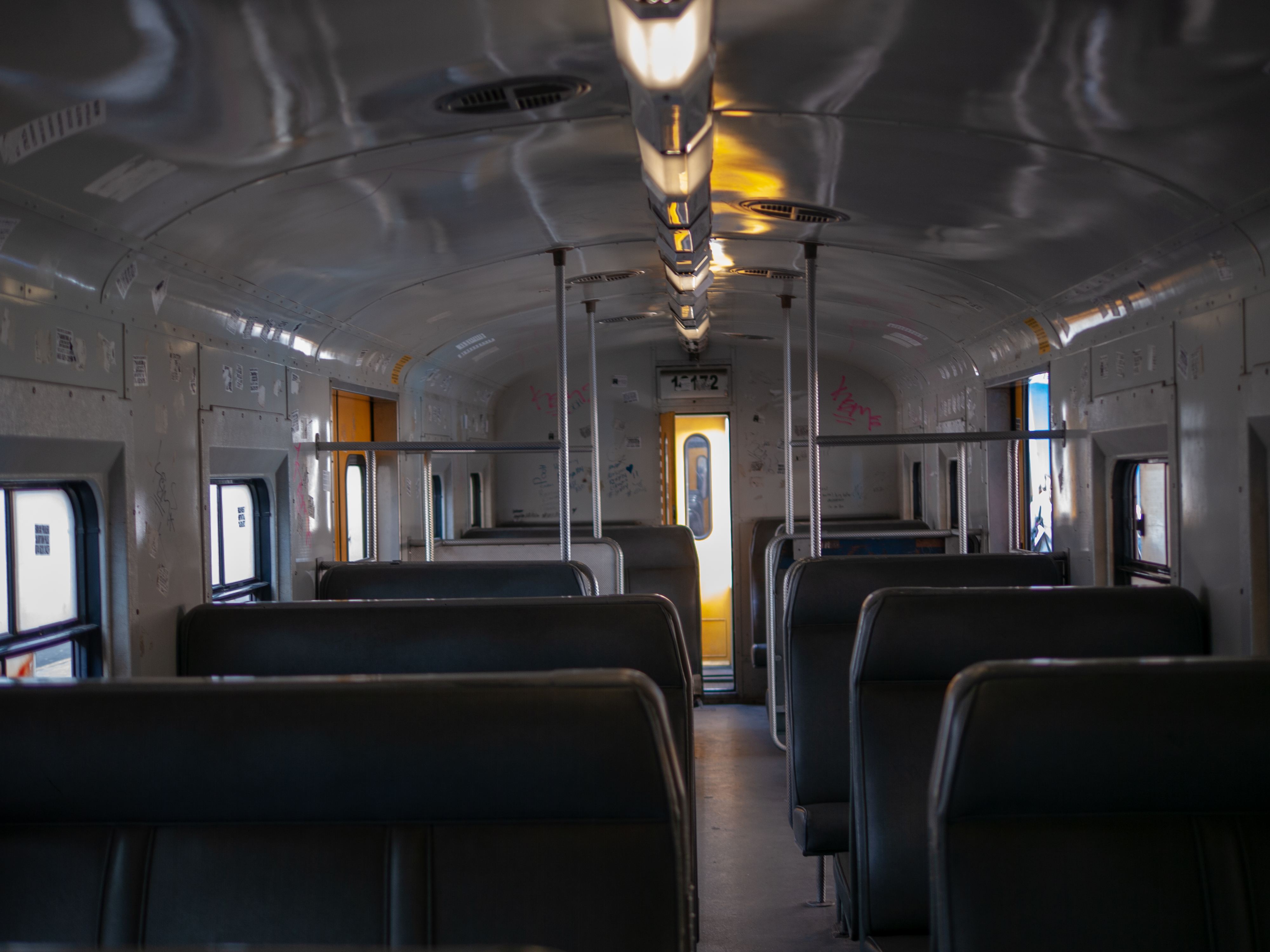
車内
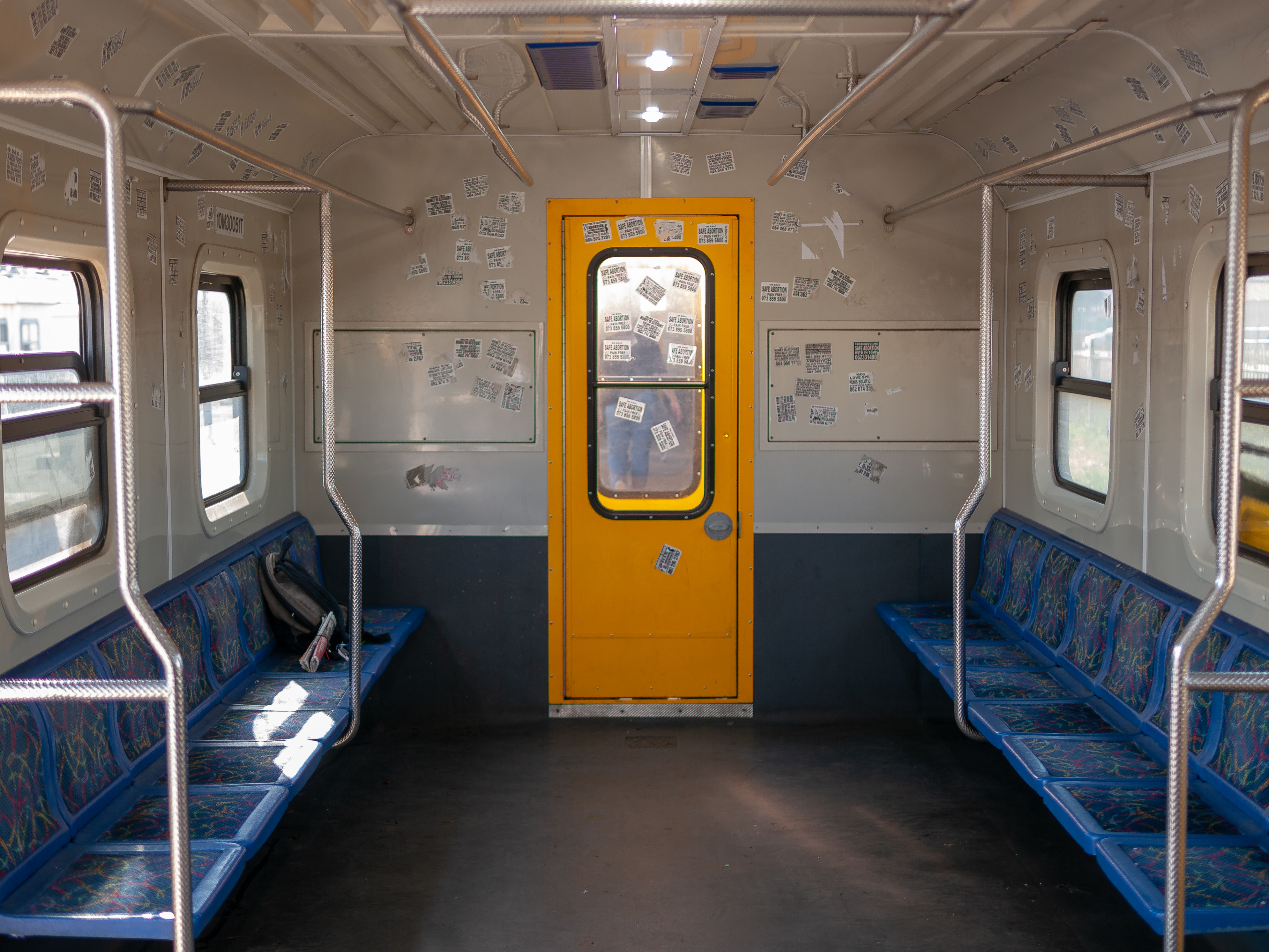
車内（連結面）

## 10M形電車
1999年以降、コスト削減や新型車両導入までの車両数維持の目的から、老朽化が進んだ5M2A形の台枠を流用した10M形電車の製造が実施された。
メトロレールが提示した仕様に基づきトランスウェルクが製造した10M形、UCWが製造した10M1形の後、仕様を統一した上で両社によって10M2形が作られた。これらの形式は5M2形の設計に合わせた車体構造となっていたが、その後に製造された以下の形式については車体にモジュール構造を採用し、制御方式もチョッパ制御に改められている。
- 10M3形 - 西ケープ州の路線に導入。車体はステンレス構造となっている[4]。
- 10M4形 - ハウテン州の路線に導入。車体は鋼製で、前面デザインが10M3形・10M5形と異なっている[3]。
- 10M5形 - ダーバン都市圏内の路線（英語版）などに導入。10M3形と同型の車体を有する[5]。

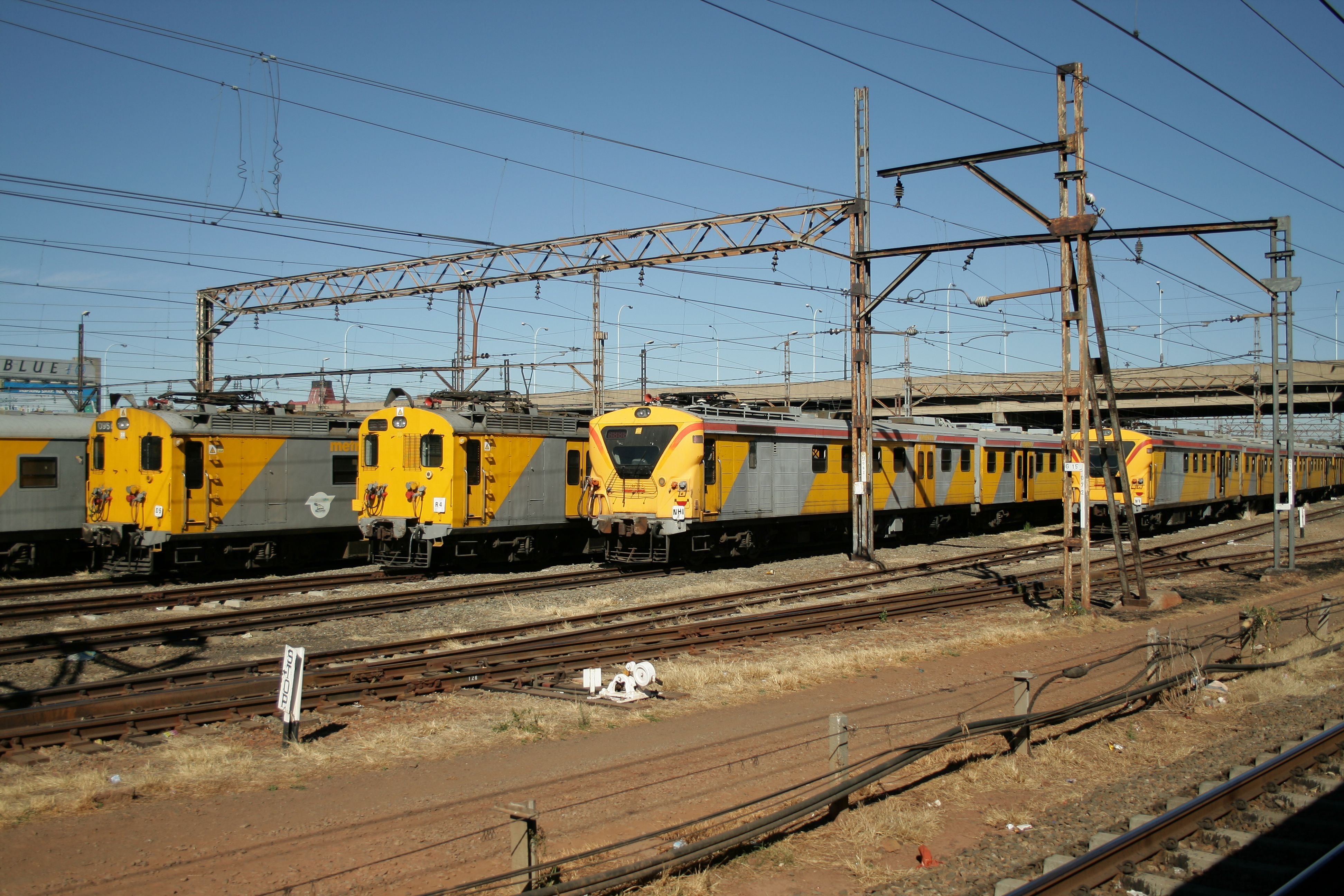
5M2A形電車（左の2編成）、10M4形電車（右の2編成）
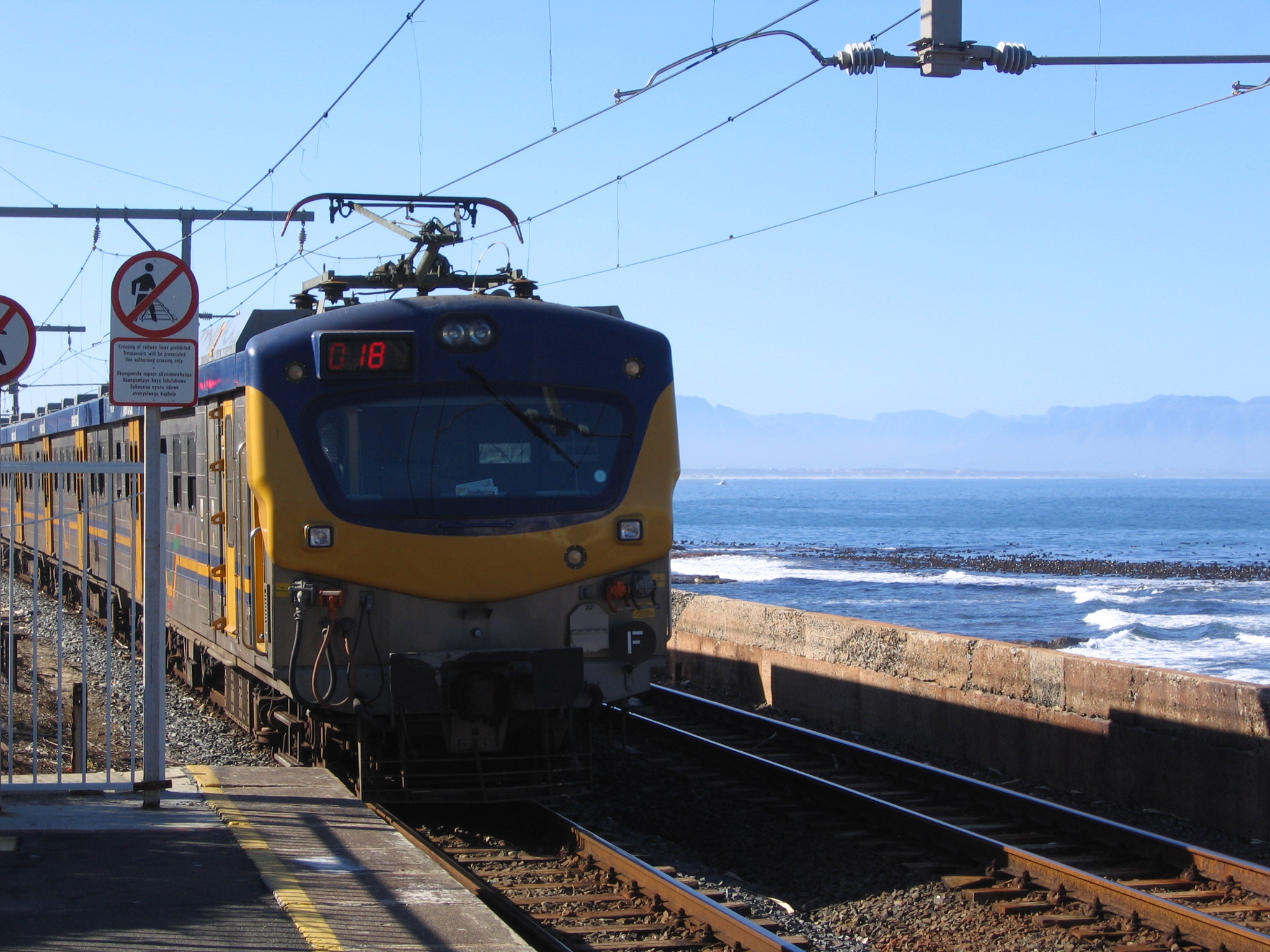
10M5形電車

## 今後の予定
2017年時点で経過年数は平均37年、古い車両では製造から50年以上と老朽化が進行している事から、メトロレールを運営する南アフリカ旅客鉄道公社（PRASA）は施設の近代化と合わせこれらを置き換えるための新型車両を導入する事が決定している。その計画に基づき2017年5月9日からアルストム製の新型電車"エクストラポリス・メガ"が運行を開始しており、今後10年間で5M2形の置き換えを実施する予定となっている。